# Чарльз Стейдел
Чарльз Стейдел (англ. Charles C. Steidel, 14 жовтня 1962, Ітака, Нью-Йорк) — американський астроном, професор астрономії у Каліфорнійському технологічному інституті.

## Біографія
Закінчив Принстонський університет за спеціальністю «астрофізика», докторську дисертацію з астрономії захистив у Каліфорнійському технологічному інституті у 1990 році.
З 7 листопада 1987 року одружений з Сарою Гойт (Sarah Nichols Hoyt).

## Нагороди
- 1997 — Премія Гелен Ворнер з астрономії
- 2002 — Стипендія МакАртура
- 2010 — Премія Грубера з космології за революційні дослідження найвіддаленіших галактик всесвіту

## Праці
- "The Structure and Kinematics of the Circum-Galactic Medium from Far-UV Spectra of z~2-3 Galaxies", Cosmology and Extragalactic Astrophysics, Authors: C. C. Steidel, D. K. Erb, A. E. Shapley, M. Pettini, N. A. Reddy, M. Bogosavljević, G. C. Rudie, O. Rakic